# 峰市特种区
峰市特种区，是中华民国大陆时期福建省的一个准县级行政单位，其区划范围为现今福建省龙岩市永定区峰市镇辖境。峰市特种区设立之初为三等特种区，后升格为二等特种区，特种区类别为河港、商埠类。

## 历史沿革
峰市之名最早出现于明朝嘉靖年间，地处闽西，与广东省大埔县交界，是较为重要的贸易口岸之一。明朝初期，该地名为塅头，属永定县管辖，至明朝中期时，该地人口逐渐增多，与潮汕地区的贸易日渐繁荣，当局遂在塅头设立兴化司，并将塅头地区改属上杭县管辖。至清朝初年，作为福建汀州府与广东的门户，峰市地区成为上杭县河税的主要征收来源，雍正十二年（1734年），上杭县县丞移驻峰市，中华民国初年则改设县佐于此。1930年代，中国共产党在第一次国共内战中控制该地区，峰市成为在国民政府封锁下苏区与外界贸易的重要通道之一。民国25年（1936年）11月，福建省政府以峰市为位置紧要的“闽西入粤孔道”而将峰市升格为三等特种区，属福建省第六行政督察區管辖（区公所驻龙岩县）。
升格为特种区后，峰市地区拥有独立于县的行政级别。民国27年（1938年）7月，峰市旅粤商会认为峰市特种区“地狭人稀，商困民贫”，请求中華民國內政部同意将其恢复上杭县管辖，但未获得批准。同年10月，福建省政府将峰市特种区升格为二等区。民国29年（1940年）3月底，福建省政府裁撤峰市特种区，将峰市特种区改为永定县（今龙岩市永定区）第五区，与此同时，上杭县洪山乡（今洪山镇）、龙岩县竹子炉的境域亦划归永定县管辖。